# Plopiș
Plopiș (en hongrois Gyümölcsénes) est une commune roumaine du județ de Sălaj, dans la région historique de Transylvanie et dans la région de développement du Nord-ouest.

## Géographie
La commune de Plopiș est située au sud-ouest du județ, à la limite avec le județ de Bihor, dans les Monts Plopiș (ou Șes), à 20 km au sud-ouest de Șimleu Silvaniei et à 55 km au sud-ouest de Zalău, le chef-lieu du județ.
La municipalité est composée des trois villages suivants (population en 2002) :
- Făgetu (767) ;
- Iaz (829) ;
- Plopiș (1 169), siège de la commune.

## Histoire
La première mention écrite de la commune date de 1227 sous le nom de Bozia Genelchenes.
La commune, qui appartenait au royaume de Hongrie, faisait partie de la principauté de Transylvanie et elle en a donc suivi l'histoire.
Après le compromis de 1867 entre Autrichiens et Hongrois de l'empire d'Autriche, la principauté de Transylvanie disparaît et, en 1876, le royaume de Hongrie est partagé en comitats. Plopiș intègre le comitat de Szilágy (Szilágymegye).
À la fin de la Première Guerre mondiale, l'Empire austro-hongrois disparaît et la commune rejoint la Grande Roumanie.
En 1940, à la suite du deuxième arbitrage de Vienne, elle est annexée par la Hongrie jusqu'en 1944. Elle réintègre la Roumanie après la Seconde Guerre mondiale.

## Religions
En 2002, la composition religieuse de la commune était la suivante :
- Chrétiens orthodoxes, 56,31 % ;
- Catholiques romains, 32,87 % ;
- Grecs-Catholiques, 10,45 %.

## Démographie
En 1910, à l'époque austro-hongroise, la commune comptait 2 057 Roumains (52,49 %), 81 Hongrois (2,07 %) et 1 779 Slovaques (45,39 %).
En 1930, on dénombrait 2 226 Roumains (46,91 %), 26 Hongrois (0,55 %), 10 Allemands (0,21 %), 62 Juifs (1,31 %), 78 Tsiganes (1,64 %) et 2 341 Slovaques (49,34 %).
En 1956, après la Seconde Guerre mondiale, 2 754 Roumains (67,53 %) côtoyaient 6 Hongrois (0,15 %) et 1 314 Slovaques (32,22 %).
En 2002, la commune comptait 1 701 Roumains (61,51 %), 3 Hongrois (0,10 %), 156 Tsiganes (5,64 %) et 901 Slovaques (32,58 %). On comptait à cette date 1 011 ménages et 1 011 logements.
| 1850  | 1880  | 1900  | 1910  | 1920  | 1930  | 1941  | 1956  | 1966  |
| ----- | ----- | ----- | ----- | ----- | ----- | ----- | ----- | ----- |
| 1 631 | 3 112 | 3 721 | 3 919 | 4 253 | 4 745 | 5 430 | 4 078 | 4 298 |

| 1977  | 1992  | 2002  | 2007  | - | - | - | - | - |
| ----- | ----- | ----- | ----- | - | - | - | - | - |
| 3 696 | 2 985 | 2 765 | 2 585 | - | - | - | - | - |

## Économie
L'économie de la commune repose sur l'agriculture, l'élevage, l'exploitation des forêts et la transformation du bois. La commune possède un potentiel touristique important (réserve naturelle Mlastina de la Iaz, thermes de Băila Iaz, montagnes environnantes).

## Communications

### Routes
La route régionale DJ110E rejoint Nușfalău au nord.